# Посланники (фильм)
«Посла́нники» (англ. The Messengers) — американо-канадский триллер 2007 года режиссёров Оксида Пана и Дэнни Пана. Премьера фильма состоялась 2 февраля 2007 года. В США фильм собрал $35 374 833, из них в первый уик-энд проката $14 713 321. В остальных странах фильм собрал $19 623 899, что в общей сложности составило $54 998 732.

Семья Соломон оставляет свою размеренную, шумную жизнь в Чикаго, ради того чтобы пожить на уединённой ферме в Северной Дакоте. Среди усыпанных подсолнухами идиллических полей, шестнадцатилетняя Джесс очень скоро понимает каким кошмаром может обернуться уединение. Сразу после переезда, Джесс и её трёхлетний брат Бен видят зловещих призраков, которых никто кроме них не замечает. Когда призраки начинают вести себя агрессивно, у родителей появляются сомнения в психическом здоровье Джесс. Её не безоблачное прошлое сталкивается с прошлым тех, кто когда-то жил в этом доме — опасное соседство для раздираемого противоречиями подростка. Ей не верят те, кого она отчаянно пытается предупредить — пока ещё не слишком поздно…

## Сюжет
Напуганная мать и её маленький сын собираются бежать, когда невидимый злоумышленник убивает всю семью.
Пять лет спустя семья Соломонов из Чикаго переезжает в дом недалеко от небольшого городка в Северной Дакоте . Рой Соломон надеется открыть подсолнечную ферму. У всех есть проблемы. Их дочь-подросток, Джесс, недовольна переездом, их сын Бен получил травму после автомобильной аварии, когда Джесс вела машину, пьяная, с ним в детстве, и разбила машину. Тяжело травмированный, Бен проходит долгое лечение, но выздоравливает только немым . Её родители, Рой и Дениз, не доверяют своей безответственной дочери и лишены всех медицинских расходов. Рой считает, что переезд на ферму поможет вылечить семью.
Начались зловещие события. По дому постоянно роятся стаи ворон. Некоторые нападают на Роя, но их отталкивает бродяга по имени Джон Беруэлл, которого Рой нанимает в качестве батрака. Бен может видеть призраков матери и детей. Ночью Джесс видит, как Бен входит в сарай, и следует за ним. Когда двери захлопываются, Джесс убегает в дом, но ступает в грязную яму типа зыбучих песков, погружаясь, пока она не оказывается по шею, пытаясь освободиться. Она просыпается, думая, что это сон, пока, подняв одеяло, не подтвердит, что это было на самом деле.
Джесс отправляется в город с Бобби, чтобы исследовать предысторию дома. Она обнаруживает, что предыдущая семья внезапно уехала пять лет назад. Джесс сомневается и догадывается, что с ними случилось что-то ужасное. В местном магазине она видит вырезку из газеты о семье, из которой видно, что отцом был не кто иной, как новый батрак. Беруэлл на самом деле Джон Роллинз, человек, который в припадке безумия убил всю свою семью (как показано в начале фильма). Потрясенные, Джесс и Бобби спешат домой, чтобы предупредить её семью.
Дениз находится в подвале, когда Джон нападает на неё. Она пытается бежать наверх, но Джон хватает её за лодыжку, когда прибывают Бобби и Джесс, но Джон нокаутирует Бобби. Джесс бежит в подвал, находя Дениз и Бена. Дениз сожалеет о том, что не поверила ей насчёт призраков. Джон, полагая, что это его собственная семья, наносит удар Рою, когда тот появляется. После борьбы с Джесс, Джон тащит её в подвал в грязь вместе с ним. Когда она уходит под воду, раненый Рой хватает её за руку и с помощью Дениз вытаскивает.
Оповещенные Бобби, вскоре после этого прибывают полиция и парамедики. Когда ее отца помещают в машину скорой помощи, он извиняется перед Джесс. Через некоторое время всё возвращается в норму, и их счастье восстанавливается: вороны больше не атакуют, призраки перестают появляться, и Бен снова начинает говорить.

## В ролях
| Актёр               | Роль    |
| ------------------- | ------- |
| Дилан Макдермотт    | Рой     |
| Кристен Стюарт      | Джесс   |
| Пенелопа Энн Миллер | Дениз   |
| Джон Корбетт        | Бёруэлл |
| Дастин Миллиган     | Бобби   |

## Критика
Кинокритик Найджел Флойд из Time Out написал: «Многие кадры кажутся слишком знакомыми, а сцены — чересчур натянутыми». Рецензент IGN Movies написал в своём обзоре: «Проблема „Посланников“ в том, что они просто не предлагают ничего нового». Лу Люменик из New York Post сказал, что фильм «хорошо снят, но он медленный, скучный и совершенно предсказуемый». Скотт Тобиас из The A.V. Club похвалил техническую часть фильма, но посчитал, что этого недостаточно, чтобы сохранить интерес зрителя. Тобиас также отметил, что «дежавю преследует фильм так же часто, как и его бледнолицые, спотыкающиеся упыри, и трудно избавиться от впечатления, что мы видели этот фильм раньше».